# Heinz Lammerding
Heinz Lammerding, né le 27 août 1905 à Dortmund et mort le 13 janvier 1971 à Bad Tölz, est un officier général allemand de la Waffen-SS et un criminel de guerre de la Seconde Guerre mondiale. Il a atteint le grade de Gruppenführer und Generalleutnant der Waffen-SS.
Il est connu — notamment en France — pour avoir été le commandant de la division SS Das Reich, responsable des massacres de Tulle, d'Oradour-sur-Glane et d'Argenton-sur-Creuse en 1944.

## Biographie
Lammerding effectue des études universitaires en génie civil, de 1923 à 1928. Il est ensuite employé comme cadre technique, puis comme chef d'un des bureaux du département « urbanisme » de la ville de Dortmund, ce jusqu'en 1933. Il obtient son diplôme d'ingénieur en génie civil en 1932.
Il adhère au NSDAP en 1931 et devient membre de la SA. Lammerding devient membre permanent de la SA en 1933 et est incorporé au régiment SA de Paderborn. En 1934, il est nommé directeur du service du génie de la SA, puis inspecteur du génie au Grand-Quartier général de la SA. À l'été 1934, la SA subit l'élimination physique de ses dirigeants, purge ordonnée par le chancelier Hitler, ce qui diminue grandement l'influence de cette organisation.
Lammerding est admis à la SS en 1935, puis à la SS-Verfügungstruppe, où il est versé comme SS-Obersturmführer au sein du bataillon de génie d'assaut (SS-Pionier-Sturmbann). Il est promu SS-Hauptsturmführer en 1937 et se perfectionne à l'école d'officiers de Brunswick. En 1939, il est nommé SS-Sturmbannführer et est chargé de former, puis de commander le bataillon du génie de la 3e Panzerdivision SS Totenkopf.
En 1940, il conduit le bataillon du génie de la division Totenkopf lors de la campagne de France et obtient la croix de fer de 2e classe (Eisernes Kreuz 2.Klasse) le 23 mai, puis la croix de fer de 1re classe (Eisernes Kreuz 1.Klasse) le 22 juin pour bravoure au feu.
De 1940 à 1942, il sert en tant qu'officier supérieur au sein de l'état-major de la division Totenkopf.
En 1941, il prend part à la campagne de Russie et aux combats de la poche de Demyansk, ce qui lui vaut la médaille du front de l'Est. Promu SS-Obersturmbannführer, il occupe le poste de chef d'état-major de la division.
À l'automne 1942, il est chargé de réorganiser et de commander le SS-Infanterie-Regiment 9 Thule faisant partie de la Totenkopf.
Début 1943, promu SS-Standartenführer, il est de nouveau chef d'état-major, d'abord du II.SS-Panzer-Korps, puis auprès du SS-Obergruppenführer Erich von dem Bach-Zelewski, alors chargé de la lutte contre les partisans sur le front de l'Est à la tête du Bandenkampfverbände. À cette fonction, il a l'occasion de signer des ordres de représailles : fusillades et incendies de village.
En mars-avril 1943, Lammerding assure un intérim de trois semaines à la tête de la 3e Panzerdivision SS Totenkopf.
Fin 1943, il exerce le commandement de divers Kampfgruppen (groupements de combat de l'importance d'un gros régiment) sur le front de l'Est. Nommé SS-Oberführer, il prend le commandement du Kampfgruppe Das Reich — reliquat d'une division initiale d'environ 5 000 hommes — et obtient la croix allemande en or (Deutsches Kreuz in Gold).
Au printemps 1944, il reçoit la croix de chevalier (Ritterkreuz) pour toute la campagne de Russie et, par faveur spéciale du Reichsführer-SS Heinrich Himmler, est promu SS-Brigadeführer und Generalmajor der Waffen-SS et chargé de reconstituer la 2e division SS Das Reich dans le Sud de la France. Il commande alors cette division lorsque le SS-Aufklärungs-Abteilung 2 (groupe de reconnaissance no 2) pend 99 habitants à Tulle.
Pendant ce temps, un détachement dirigé par Helmut Kämpfe héros de la division « Das Reich » part de Limoges, pour venir aider à reprendre Guéret libérée par le maquis. Au retour, entre Sauviat-sur-Vige et Saint-Léonard-de-Noblat, des maquisards de Georges Guingouin capturent Kämpfe d'on un monolithe le rappelle aujourd'hui conçu par l'artiste Jean-Joseph Sanfourche, le mémorial a été inauguré en 1986 par Georges Guingouin. Helmut Kämpfe sera exécuté le 10 juin 1944 au moment du Massacre d'Oradour-sur-Glane,
Début 1945, Himmler le nomme chef d'état-major du Groupe d'armées Vistule ; à cette occasion, il démontre son incompétence dans le domaine des tâches d'état-major.
En avril 1945, pour moins d'un mois, il commande la dernière division de la Waffen-SS, la 38e division SS de grenadiers Nibelungen, composée en partie d'élèves-officiers et de formateurs de l'école des cadets de la SS de Bad Tölz.
En 1953, au tribunal de Bordeaux, Lammerding est jugé pour crimes de guerre pour les massacres de Tulle et Oradour-sur-Glane commis les 9 et 10 juin 1944 ; il est condamné à mort par contumace mais l'Allemagne de l'Ouest ne l'extrade pas. À la demande des Français, les Britanniques donnent l'ordre de l'arrêter : il quitte alors Düsseldorf où il vivait ouvertement, pour se réfugier dans le Schleswig-Holstein, tandis que l'occupation militaire de l'Allemagne touche à sa fin.
Il crée ensuite à Düsseldorf une entreprise de bâtiments et travaux publics, qu'il dirige jusqu'à sa retraite ; il meurt d'un cancer généralisé en 1971. Ses funérailles attirent plusieurs centaines d'anciens officiers nazis, dont Otto Weidinger.

## Résumé de sa carrière dans la SS
- SS-Obersturmführer le 1er mai 1935
- SS-Hauptsturmführer le 30 janvier 1937
- SS-Sturmbannführer le 19 octobre 1939
- SS-Obersturmbannführer le 1er septembre 1941
- SS-Standartenführer le 30 janvier 1943
- SS-Oberführer le 9 décembre 1943
- SS-Brigadeführer und Generalmajor der Waffen-SS le 20 avril 1944
- SS-Gruppenführer und Generalleutnant der Waffen-SS en janvier 1945

## Décorations
- Croix de fer (1939)
  - 2e classe (23 mai 1940)
  - 1re classe (22 juin 1940)
- Croix allemande en or (24 avril 1943)
- Croix de chevalier de la croix de fer (11 avril 1944)
- Insigne de combat d'infanterie en argent